# Friedrich von der Decken
Johann Friedrich von der Decken, född 25 maj 1769 i Langwedel, död 22 maj 1840 i Ringelheim, var en hannoveransk general och diplomat under Napoleonkrigen.

## Biografi
Johann Friedrich (försvenskning: Johan Fredrik) härstammade från von der Decken, en gammal adelssläkt från Nedre Sachsen. Han gick med i armén 1784 och stred under franska revolutionskrigen mellan 1793 och 1795. Tillsammans med sin vän Gerhard von Scharnhorst, skrev han en militärjournal. År 1803 tjänstgjorde Johann Friedrich som diplomat i franskockuperade Hannover och reste därför till Storbritannien. Han och sir Colin Halkett började den 28 juli 1803 att rekrytera utlandsstationerade soldater från Hannover, till Storbritanniens sida i tredje koalitionskriget och efterföljande konflikter. Rekryterna bildade Kungens tyska legion, med vilka Johann Friedrich stred med mellan 1805 och 1807.
Han skickades 1808 till Spanien och Portugal under spanska självständighetskriget som diplomat och militär rådgivare. Där rekryterade han trupper, och ytterligare ett regemente i England, som skulle strida under de hundra dagarna mot Frankrike. Efter kriget vägrade Johann Friedrich att ta emot Nederländernas och Preussens militära utmärkelser. År 1817 köpte han ett tidigare benediktinkloster i Ringelheim och byggde om det till ett lantslott. Från och med 1833, det år han blev greve (tyska: Graf), spenderade han sin pension där. Det är en förstfödslorättstitel och gavs av Vilhelm IV, monark av det nyåterupprättade Kungariket Hannover. År 1835 blev Johann Friedrich ordförande i Historiska föreningen för Nedre Sachsen.

## Bildgalleri

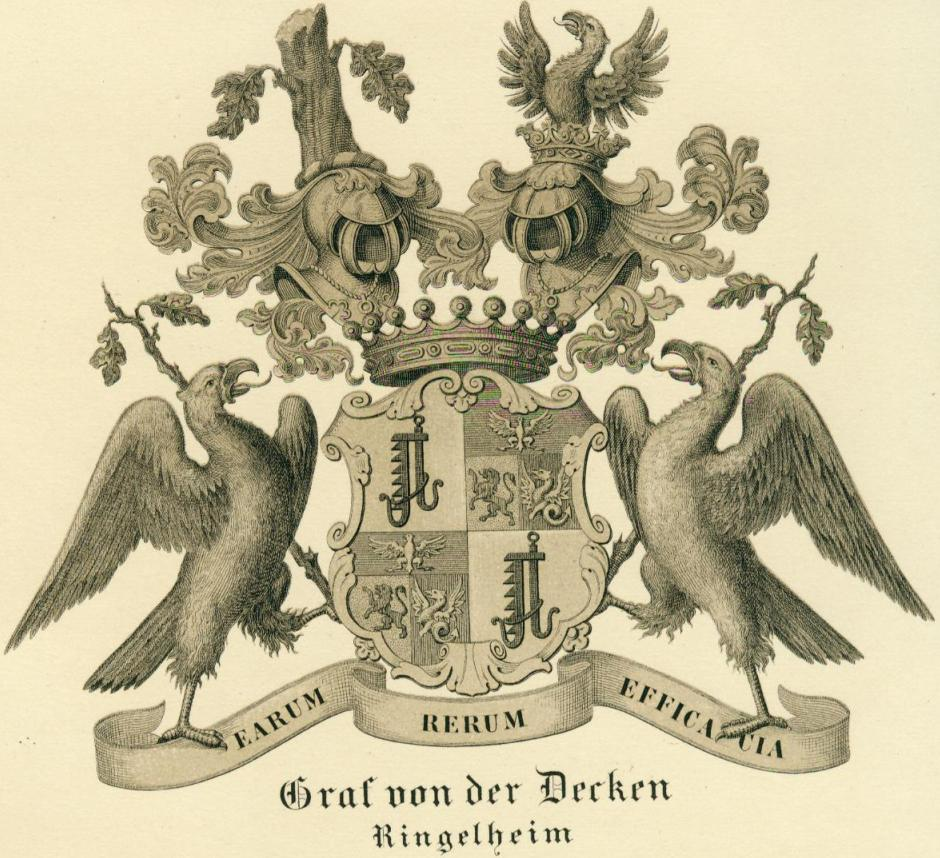
Decken-Ringelheims vapensköld.
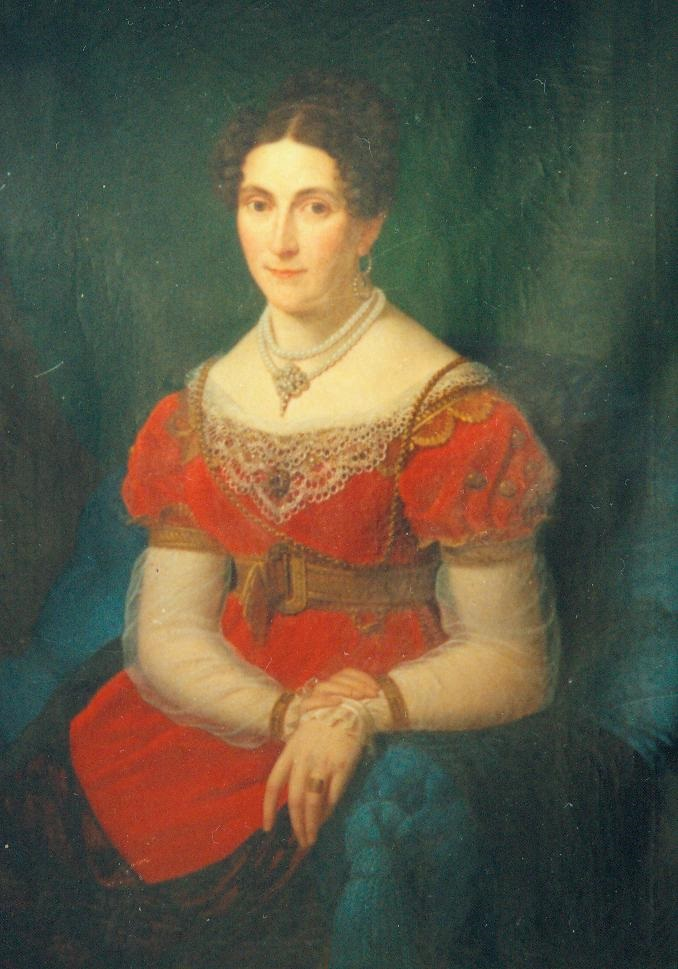
Målning av makan, Antoinette von Gruben (1781–1855), från ca. 1808.
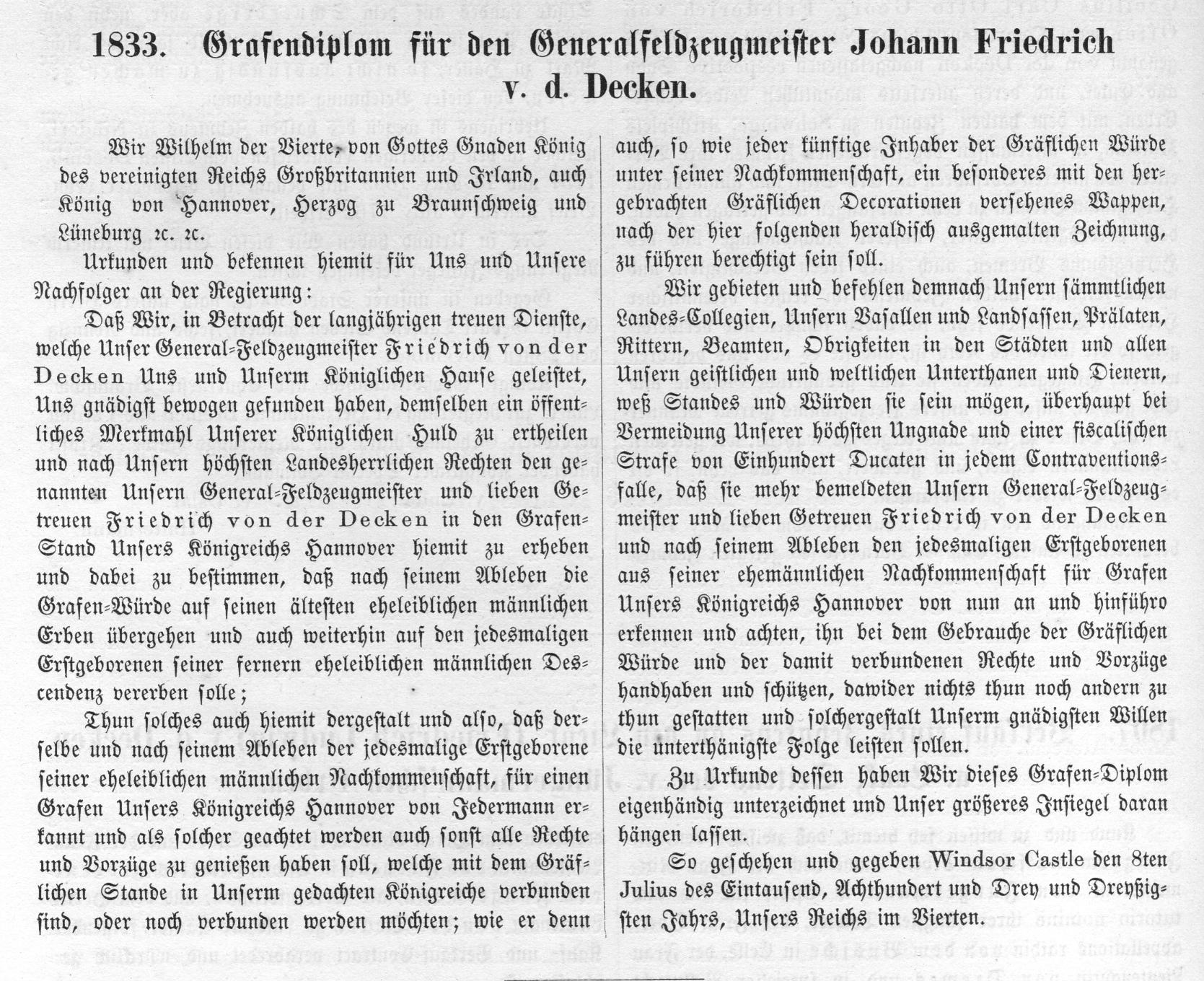
Kopia av grevediplomet från 1833 i släktboken från 1865.
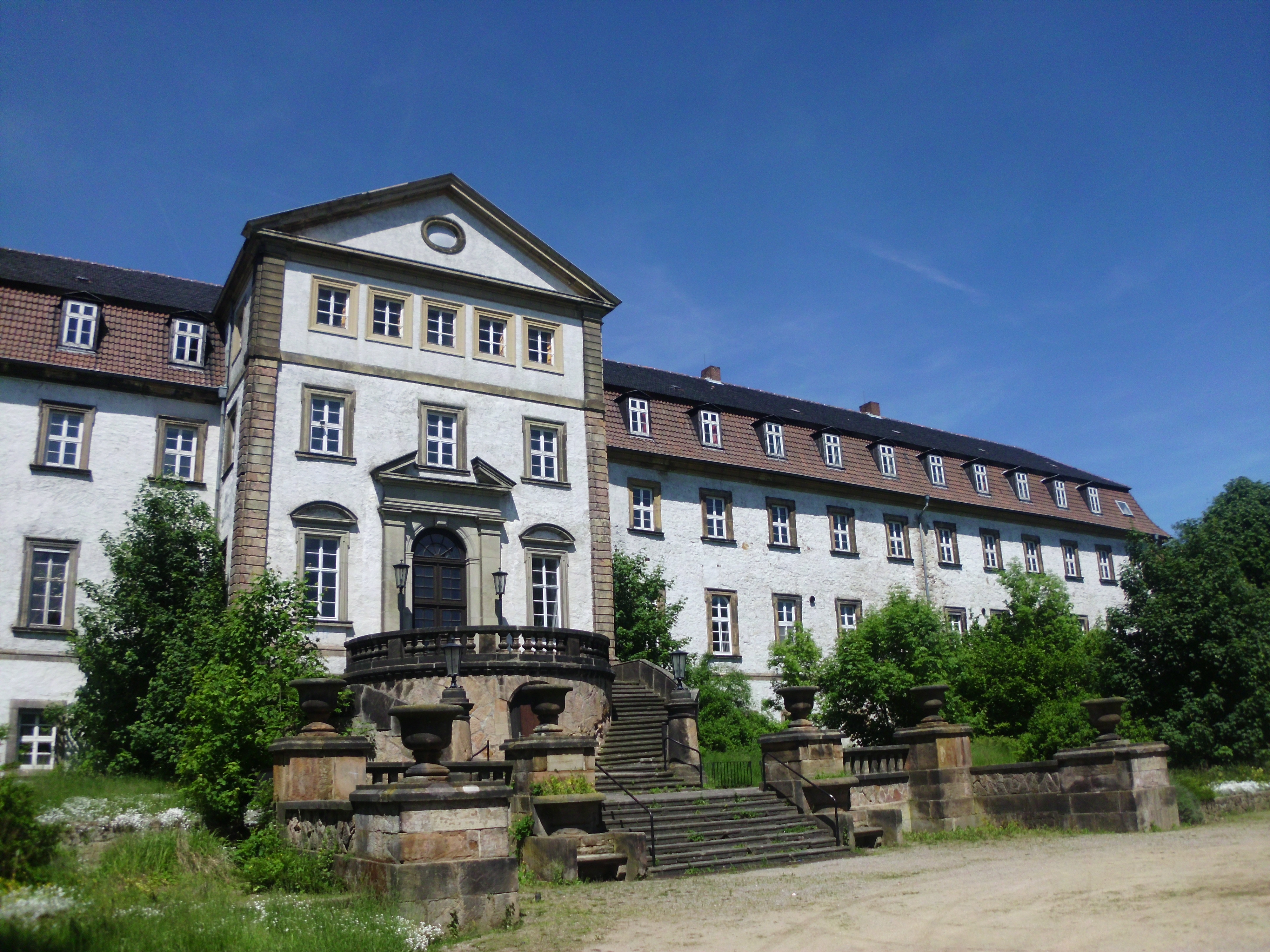
Slottet i Ringelheims fasad, bilden taget 2013.